# General der Flakartillerie der Luftflotte 2
Der General der Flakartillerie der Luftflotte 2 war eine Dienststelle der deutschen Luftwaffe während des Zweiten Weltkrieges auf Divisionsebene. Die Aufstellung erfolgte am 14. November 1939. Am 14. Januar 1940 wurde die Dienststelle abgewickelt. Einziger Divisionskommandeur war Generalmajor Alfred Haubold mit Gefechtsstand in Braunschweig. Die Aufgabe des Generals der Flakartillerie der Luftflotte 2 bestand in der operativen Führung aller in diesem Bereich stationierten Flakverbände. Ihm waren folgende Flak-Großverbände unterstellt:
- Luftverteidigungskommando 3 in Hamburg
- Luftverteidigungskommando 4 in Ratingen sowie das
- Luftverteidigungskommando 6 in Hannover

Weitere Einzelheiten sowie der Grund des Auflösung des Kommandos sind nicht bekannt geworden.